# 헤로데 왕조
헤로데 왕조는 에돔 계통의 왕조로, 유대의 헤로데 왕국과 나중에는 로마 제국의 속국으로서 헤로데 사두정치를 통치했다. 헤로데 왕조는 로마의 지원을 받아 유대의 왕좌에 오른 헤롯 대왕으로 시작되어 수세기 동안 이어져 온 하슈모나이 왕국을 무너뜨렸다.그의 왕국은 기원전 4년에 그가 죽을 때까지 지속되었고, 그 후 그의 아들들과 자매에게 사두정치로 나뉘어 약 10년간 지속되었다. 유대 본토를 포함한 대부분의 사두정치는 기원전 6년에 유다이아 속주에 편입되었지만, 헤로데의 사실상의 왕권은 헤로데 아그리파 1세가 서기 44년에 죽을 때까지 제한적으로 지속되었고, 명목상의 왕권은 서기 92년 또는 100년경까지 지속되었는데, 그때 마지막 헤로데 왕조의 군주인 헤로데 아그리파 2세가 죽고 로마가 그의 명목상의 영토에 대한 완전한 권력을 장악했다.

## 같이 보기
- 제2성전
- 이스라엘의 군주
- 유다 국왕
- 헤로데 왕국